# Liocanthydrus
Labidolanguria (лат.) — род жуков из семейства Noteridae.

## Описание
Жуки длиной 2,7-3,3 мм. Отросток переднегруди очень широкий и усеченный с небольшим заднемедиальным выступом. Переднеспинка широкая с гладкими краями. Переднеапикальный угол задних бёдер с рядом длинных щетинок. Задняя шпора на задних голенях гладкая, не зазубренная. У личинок на последнем брюшном сегменте имеются два постеродорсальных выступа.

## Биология
Обитают преимущественно в проточных водоемах.

## Классификация
Включает 11 видов.

## Распространение
Представители рода встречаются в Южной Америке, известны из Венесуэлы, Гайаны, Суринама, Французской Гвианы, Бразилии, Парагвая и Аргентины.